# Harvey Proctor
Keith Harvey Proctor (sinh ngày 16 tháng 1 năm 1947) là cựu thành viên đảng Bảo thủ của Anh. Là thành viên của Monday Club, ông đại diện cho Basildon từ 1979 đến 1983 và Billericay từ 1983 đến 1987. Proctor bị lôi kéo vào một vụ bê bối liên quan đến quan hệ tình dục với nam giới dưới 21 tuổi mà lên đến đỉnh điểm trong sự kết án hình sự và chấm dứt sự nghiệp quốc hội.

## Đầu đời và sự nghiệp
Cha của Proctor Albert là một thợ làm bánh bậc thầy. Harvey Proctor được sinh ra ở Pontefract ở Yorkshire, đến Scarborough High School for Boys và sau đó là trường Đại học York, nơi ông đọc Lịch sử.  Ông đã gia nhập đảng Bảo thủ trẻ ở tuổi 14 vào năm 1961 và là chủ tịch của Hiệp hội bảo thủ Đại học York từ năm 1967 đến 1969. Vào mùa hè năm 1967, trong khi chủ tịch của hiệp hội, ông được mời sản xuất một số chương trình chính trị kéo dài nửa giờ để phát trên Đài phát thanh 270 ngoài khơi, bao gồm các cuộc phỏng vấn với các nghị sĩ John Biggie-Davison và Patrick Wall.
Proctor trở thành một thành viên tích cực của  Câu lạc bộ Monday. Ông là trợ lý giám đốc của câu lạc bộ từ năm 1969 đến 1971, và là thành viên của hội đồng điều hành từ năm 1983 cho đến khi ông từ chức một nghị sĩ vào năm 1987. Năm 1973, ông chuyển sang thanh trừng các thành viên của Mặt trận Quốc gia từ Câu lạc bộ Monday.
Trong năm trước, Proctor, khi đó đang làm nhà nghiên cứu cho các nghị sĩ bảo thủ thị trường chống chung, những người đã cố gắng ngăn Anh vào Cộng đồng châu Âu (EC), đã được nhận làm ứng cử viên cho Hackney South và Shoreditch. Ông đã chiến đấu với ghế trong cả hai cuộc tổng tuyển cử tháng 2 và tháng 10 năm 1974.